# مينابه
مينابه (باليابانية: みなべ町) هي بلدية في اليابان، وبلدة في اليابان، تقع في مقاطعة هيداكا، بلغ عدد سكانها 12,363  نسمة وذلك حسب إحصائيات سنة 2017، تبلغ مساحتها 120.28 كيلومتر مربع.

## الموقع
تشترك في الحدود مع:
- تانابا، واكاياما
- إنامي  [لغات أخرى]‏.